# Оцелул (футбольный клуб)
«Оцелул» (рум. F.C. Oţelul) — румынский футбольный клуб из города Галац, выступающий в румынской Лиге II. Основан в 1964 году. Домашние матчи проводит на стадионе «Оцелул», вмещающем 13 932 зрителей (игры Лиги чемпионов 2011/2012 проводил на Национальном стадионе).
Важнейшим достижением клуба на внутренней арене является чемпионство в сезоне 2010/2011.
В 2015 году после многолетнего пребывания в высшем дивизионе клуб покинул Лигу I, а в следующем году был объявлен банкротом и распущен. Была образована новая команда ASC Ocelul Galați, заявившаяся в четвёртую лигу. В следующем году команда перешла в третью лигу, а новый клуб завладел брендом и стал официальным правопреемником прежнего «Оцелула».
В 2022 году команда вышла во вторую лигу, а спустя год, итогам сезона 2022/23, вышла в высший дивизион.

## Достижения
- Чемпион Румынии: 2010/11
- Финалист Кубка Румынии: 2004/05
- Обладатель Кубка Интертото: 2007
- Обладатель Суперкубка Румынии: 2011